# Kyra Kyrklund
Kyra Marie Christine Kyrklund (Helsinki, 30 de noviembre de 1951) es una jinete finlandesa que compitió en la modalidad de doma.
Ganó una medalla de plata en el Campeonato Mundial de Doma de 1990, en la prueba individual. Participó en seis Juegos Olímpicos de Verano, entre los años 1980 y 2008, ocupando el quinto lugar en Moscú 1980, el quinto en Seúl 1988, el quinto en Barcelona 1992 y el octavo en Pekín 2008, en la misma prueba.

## Palmarés internacional
| Campeonato Mundial | Campeonato Mundial | Campeonato Mundial | Campeonato Mundial |
| Año                | Lugar              | Medalla            | Categoría          |
| ------------------ | ------------------ | ------------------ | ------------------ |
| 1990               | Estocolmo (Suecia) | Medalla de plata   | Individual         |